# Macrostrombus costatus
Macrostrombus costatus (nomeada, em inglês, milk conch, hawk wing conch, harbour conch ou ribbed stromb; em castelhano, caracol blanco ou lanceta; em português, búzio cambute ou búzio corcunda) é uma espécie de molusco gastrópode marinho pertencente à família Strombidae. Foi classificada por Johann Friedrich Gmelin em 1791; descrita como Strombus costatus e assim classificada até o século XX (com Long Island, nas Bahamas, citada como localidade de coleta de seu tipo nomenclatural). É nativa do oeste do oceano Atlântico; do sul da Flórida (EUA) às Antilhas, no mar do Caribe, norte da América do Sul e pela costa brasileira, do Maranhão até São Paulo, na região sudeste; e também no Atol das Rocas, Abrolhos, Trindade e Martim Vaz. Está listada como espécie vulnerável (VU) no Livro Vermelho da Fauna Brasileira Ameaçada de Extinção, publicado em 2018 pelo Instituto Chico Mendes de Conservação da Biodiversidade, com a conclusão desta avaliação feita em 2012.

## Descrição da concha
Conchas de 10 a quase 23 centímetros, quando desenvolvidas, de coloração branca, amarela, laranja ou salmão; com sua espiral dotada de 10 a 11 voltas e com a sua última volta formando uma aba dotada de lábio externo engrossado e arredondado, sem a longa projeção direcionada para cima, característica de Aliger gallus. Sua columela é brilhante e suas voltas possuem protuberâncias, com a superfície da concha dotada de estrias suaves. Sua abertura apresenta um opérculo córneo que não fecha completamente sua entrada. Indivíduos juvenís são rosados e apresentam lábio externo fino, podendo ser confundidos pelo não-especialista com conchas do gênero Conus.

## Habitat e uso
Macrostrombus costatus ocorre em águas rasas, entre 2 a 55 metros de profundidade e em substrato arenoso ou de arrecifes. Segundo Moscatelli, esta espécie é utilizada pelo Homem, como alimento, em Pernambuco, região nordeste do Brasil. Pode ser encontrada nos sambaquis da costa brasileira.

## Análise taxonômica das espécies do Atlântico e Pacífico Oriental
Durante o século XX no gênero Strombus, análises posteriores do início do século XXI concluíram que Lobatus seria o primeiro táxon disponível para a inclusão de um grupo de grandes e pesados Strombidae do oeste do Atlântico e leste do Pacífico, que excetuavam as espécies Strombus pugilis, Strombus alatus e Strombus gracilior. Tal situação fora mantida até o ano de 2020, envolvendo cinco espécies, quando uma minuciosa análise taxonômica por Maxwell et al., "Towards Resolving the American and West African Strombidae (Mollusca: Gastropoda: Neostromboidae) Using Integrated Taxonomy", definiu as espécies extantes do leste do Pacífico até o oeste da costa africana sob a seguinte nomeclatura:
Gênero Aliger Thiele, 1929
Espécie Aliger gallus (Linnaeus, 1758) - Sin. Lobatus gallus
Espécie Aliger gigas (Linnaeus, 1758) - Sin. Lobatus gigas
Gênero Lobatus [Swainson], 1837
Espécie Lobatus peruvianus (Swainson, 1823)
Espécie Lobatus raninus (Gmelin, 1791)
Gênero Macrostrombus Petuch, 1994
Espécie Macrostrombus costatus (Gmelin, 1791) - Sin. Lobatus costatus
Gênero Persististrombus Kronenberg & H. G. Lee, 2007
Espécie Persististrombus granulatus (Swainson, 1822)
Gênero Strombus Linnaeus, 1758
Espécie Strombus alatus Gmelin, 1791
Espécie Strombus gracilior G. B. Sowerby I, 1825
Espécie Strombus pugilis Linnaeus, 1758
Gênero Thetystrombus Dekkers, 2008
Espécie Thetystrombus latus (Gmelin, 1791)
Gênero Titanostrombus Petuch, 1994
Espécie Titanostrombus galeatus (Swainson, 1823) - Sin. Lobatus galeatus
Espécie Titanostrombus goliath (Schröter, 1805) - Sin. Lobatus goliath